# Piqueriella
Piqueriella, monotipski rod glavočika iz podtribusa Critoniinae, dio tribusa Eupatorieae. Brazilski endem

## Opis
Manja je biljka iz brazilske države Ceará. Rod i vrsta opisane su 1974.

## Sinonimi
Nema.